# 个人计时赛

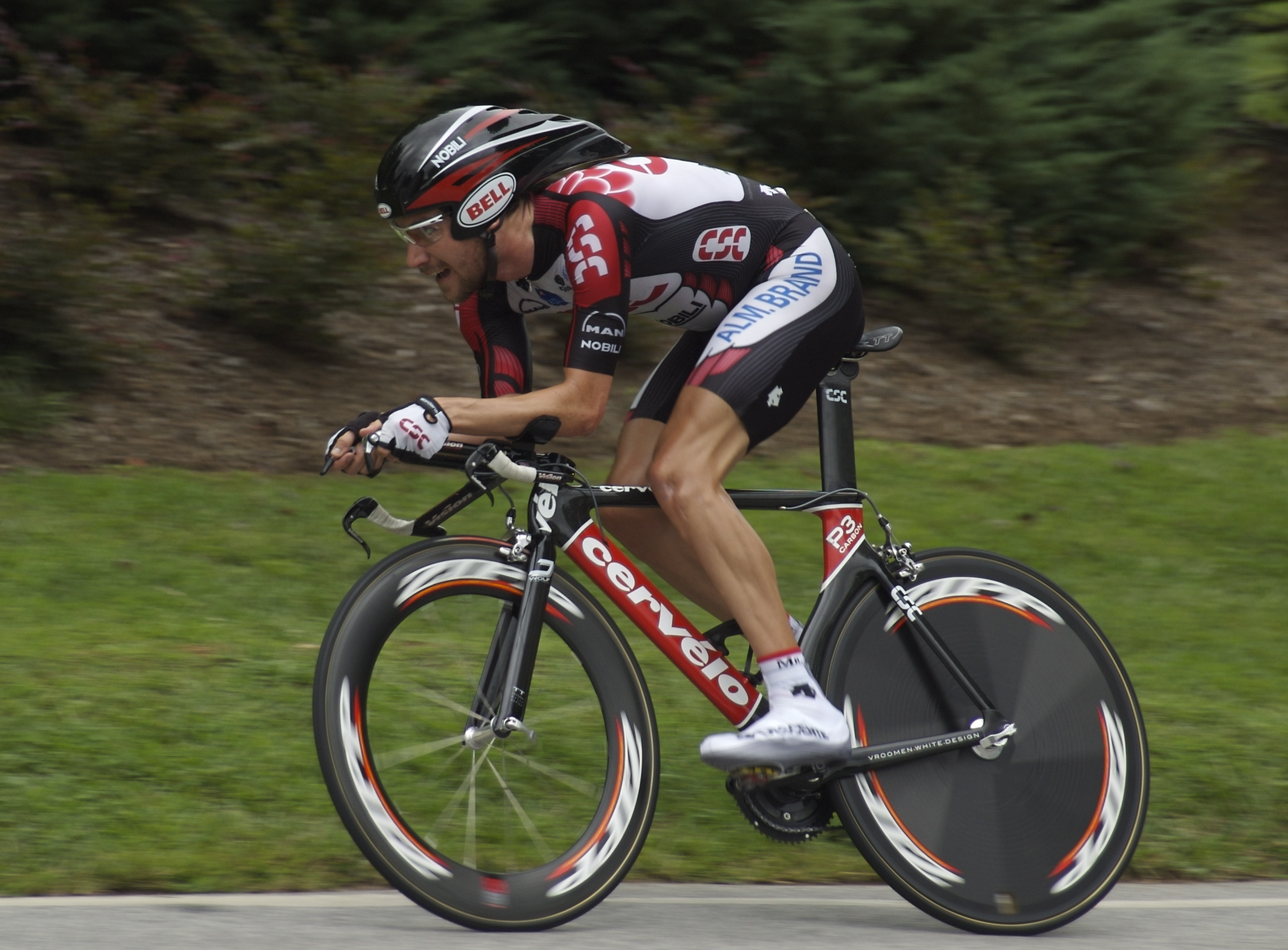
扎布里斯基比赛中

个人计时赛，公路自行车赛的一个比赛项目。每个车手出发时间之间间隔1-2分钟，通常根据以往赛事排名，排名靠前的车手最后出发。车手之间禁止相互帮助。比赛用时最少的选手得胜。